# Petrás Ince János

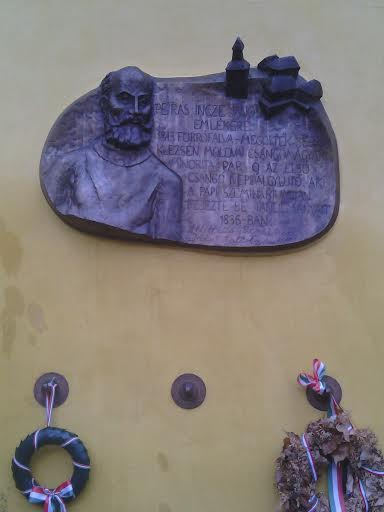
Emléktáblája Egerben, a hittudományi főiskola falán

Petrás Ince János OFMConv (Forrófalva, Moldva, 1813. július 24. – Klézse, 1886. szeptember 6.) katolikus pap, misszionárius, minorita szerzetes, folklorista.

## Élete
Valószínűleg a Zöld Péter által említett forrófalvi krónikásnak, Petrás Mihály kántornak leszármazottja. Apja Petrás Ferenc kántor volt.
Az elemi iskolákat szülőfalujában végezte, a középiskolai tanulmányokat pedig Kantában a minoritáknál, ahol be is lépett a szerzetesrendbe. Teológiai tanulmányait Egerben végezte. 1834-ben tett szerzetesi fogadalmat, 1836-ban szentelték pappá.
Elöljárói misszionáriusként szülőföldjére küldték vissza. 1938-ban Pusztinán káplán, majd a moldvai püspök mellett szolgált.
1839-től pusztinai plébános, 1842-től Klézse plébánosa.
1867-ben a Szent László Társaság képviseletében járt Moldvában Imets Jákó, Kovács Ferenc és Veszely Károly. Az ő segítségükkel adományokat szerzett híveinek, valamint templomot építtetett Kápotán.
73 éves korában betörtek hozzá, halálosan megsebesítették. A bogdánfalvi lelkész még tudott beszélni vele, de Petrás, bár felismerte támadóit, azokat nem árulta el. A román csendőrség soha nem tudta kinyomozni, kik gyilkolták meg és miért. A klézsei temető kápolnájában temették el.

## Kutatói munkássága
1841-ben Borszéken találkozott Döbrentei Gáborral, aki 38 kérdésből álló ívet küldött neki a moldvai magyarsággal kapcsolatban, melyet Petrás meg is válaszolt. Döbrentei magyar dalok léte után is érdeklődött, erre válaszolja Petrás: „…a tapasztalatok után, íme, az sül ki, hogy voltak is, vannak is dalok, melyeket a moldvai serdülő lányok estvéken szoktak dalolni, főképp téli hosszú estéken, midőn összejönnek a rokkájukkal fonni, és ezen összejövetelt »guzsalyosnak« nevezik, minthogy a rokkát itt is »guzsalynak« hívják.” További kutatások után 20 csángó dalt is küld Döbrenteinek. Ettől kezdve rendszeresen publikált a Magyar Nyelvőrben „Rokonföldi” álnéven.

## Róla írták
Kovács Ferenc moldvai látogatása kapcsán írt útinaplójában így emlékezett Petrásról:
„Ő az, kinek neve megérdemli, hogy arany betűkkel jegyeztessék a moldvai csángók annalisaiba. Külseje megnyerő, termete izmos, közép, képe tojásdad színezete barnás, szemei mandula vágatúak, orra kissé hajlott, bajusza fölfelé pödört, szakálla szürkés, hegyezett, modora olyan, melyről el lehet mondani: mi a szívében, az a nyelvén… fia lévén a derék csángó népnek, ismeri, átérzi sokat szenvedett fajtáinak sebeit, fájdalmait.”

## Művei
- Döbrentei Gábor kérdései s Petrás Incze feleletei a' moldovai magyarok felől; Egyetemi Ny., Buda, 1842
- "... édes Hazámnak akartam szolgálni"; összeáll. Domokos Pál Péter / Kájoni János: Cantionale catholicum. Régi és új, deák és magyar áitatos egyházi énekek; Petrás Incze János: Tudósítások. Okmánytár; Szt. István Társulat, Bp., 1979
- Petrás Incze János művei; kétnyelvű kiad., románra ford. Mihály András, előszó románra ford. Bartha György; Hargita, Csíkszereda, 2004 (Bibliotheca Moldaviensis)

## Külső hivatkozások
- Magyar néprajzi lexikon
- Beke György: Halász Péter „bokrétába kötögetett” tanulmányai
- Petrás Incze János Kulturális Egyesület honlapja[halott link]

1. ↑  WorldCat Entities (angol nyelven). Online Számítógépes Könyvtári Központ. (Hozzáférés: 2025. április 15.)
2. ↑  http://mek.oszk.hu/00300/00355/html/ABC11587/12161.htm. (Hozzáférés: 2017. október 9.)
3. ↑  Francia Nemzeti Könyvtár: BnF-források (francia nyelven)